# César Valenzuela
César Valenzuela Martínez (nascido em 4 de setembro de 1992) é um futebolista chileno que atualmente joga no Huachipato como Meio-campista.